# Valverde (Alfândega da Fé)
Valverde is een plaats (freguesia) in de Portugese gemeente Alfândega da Fé en telt 161 inwoners (2001).